# Teleorman megye
Teleorman megye Románia egyik megyéje; székhelye Alexandria. Neve a kun eredetű deliorman: bolond erdő.

## Földrajz
Az ország déli részén helyezkedik el, a Román-alföld közepén, ezen belül a Burnas-alföld nyugati  és a Găvanu-Burdea-alföld déli részén. Területe 5790 km²; ezzel a 41 romániai megye között a 19. helyen áll. Déli határa a Duna, amely az ország határa is Bulgária felé. Szomszédos megyék: nyugaton Olt, északon Argeș és Dâmbovița, keleten Giurgiu megye.
A Duna 119 kilométeren határolja a megyét, mellékfolyói az Olt, Teleorman, Vedea és Călmățui. Két dunai kikötője Turnu Măgurele és Zimnicea.
Az éghajlat mérsékelt szárazföldi, nagy hőmérsékleti különbségekkel és kevés csapadékkal. Az éves középhőmérséklet 11°C.

## Népessége
Az 1930 és 2011 közötti népszámlálások során az alábbi lakosságszámokat jegyezték fel:
| Lakosok száma | 418 649 | 510 488 | 516 222 | 518 943 | 483 840 | 436 025 | 380 123 | 323 544 |
|               | 1930    | 1956    | 1966    | 1977    | 1992    | 2002    | 2011    | 2021    |

A megye lakossága többségében román nemzetiségű (2011-ben 91%), a legnagyobb kisebbség a cigány (2,2%). A 2011-es népszámlálás során 30 törököt és 18 magyart regisztráltak.

## Gazdasága
Videle környékén kőolajat termelnek ki. Főbb iparágak: vegyipar, gépipar, fémfeldolgozás, elektrotechnikai ipar, textilipar, élelmiszeripar, malomipar, sütőipar.
A mezőgazdasági terület 498 ezer hektár, ebből szántóföld 451 ezer hektár. Főbb termények: búza, rozs, zab, kukorica, napraforgó. A növénytermeszét az országos termelés 4.04%-át adja, ezzel a második helyen áll az ország megyéi között. Az állattenyésztést illetően a 12. helyen áll az országban.

## Települések
A megyében 3 municípium, 2 város, 92 község és 231 falu található.
MunicípiumokAlexandria, Roșiorii de Vede, Turnu Măgurele
VárosokZimnicea, Videle
A megye 5000 fő feletti települései, 2011-es lakosságuk száma szerint
| Település        | Lakosság |
| ---------------- | -------- |
| Alexandria       | 45 434   |
| Roșiorii de Vede | 27 416   |
| Turnu Măgurele   | 24 772   |
| Zimnicea         | 14 058   |
| Videle           | 11 508   |
| Orbeasca         | 7 625    |
| Peretu           | 6 329    |
| Plosca           | 5 900    |
| Botoroaga        | 5 899    |
| Islaz            | 5 339    |

KözségekBăbăița, Balaci, Beciu, Beuca, Blejești, Bogdana, Botoroaga, Bragadiru, Brânceni, Bujoreni, Bujoru, Buzescu, Călinești, Călmățuiu, Călmățuiu de Sus, Cervenia, Ciolănești, Ciuperceni, Conțești, Cosmești, Crângu, Crevenicu, Crângeni, Didești, Dobrotești, Dracea, Drăcșenei, Drăgănești de Vede, Drăgănești-Vlașca, Fântânele, Frăsinet, Frumoasa, Furculești, Gălăteni, Gratia, Islaz, Izvoarele, Lisa, Lița, Lunca, Măgura, Măldăeni, Mârzănești, Mavrodin, Mereni, Moșteni, Nanov, Năsturelu, Necșești, Nenciulești, Olteni, Orbeasca, Peretu, Piatra, Pietroșani, Plopii-Slăvitești, Plosca, Poeni, Poroschia, Purani, Putineiu, Rădoiești, Răsmirești, Săceni, Saelele, Salcia, Sârbeni, Scrioaștea, Scurtu Mare, Seaca, Segarcea-Vale, Sfințești, Siliștea, Siliștea Gumești, Slobozia Mândra, Smârdioasa, Stejaru, Ștorobăneasa, Suhaia, Talpa, Tătărăștii de Jos, Tătărăștii de Sus, Țigănești, Traian, Trivalea-Moșteni, Troianul, Uda-Clocociov, Urluiu, Vârtoape, Vedea, Viișoara, Vitănești, Zâmbreasca